# Liga Campionilor EHF Feminin 2025-2026
Liga Campionilor EHF Feminin 2025-26 va fi a 33-a ediție a Ligii Campionilor EHF Feminin, competiția celor mai bune cluburi de handbal feminin din Europa, organizată și supervizată de Federația Europeană de Handbal. 

## Format
Competiția se va desfășura în același format precum edițiile precedente și va începe cu o fază preliminară, alcătuită din 16 echipe împărțite în două grupe de câte opt. Partidele se vor desfășura după sistemul fiecare cu fiecare, cu meciuri pe teren propriu și în deplasare. Primele două echipe din fiecare grupă se vor califica direct în sferturile de finală, în timp ce echipele clasate pe locurile 3–6 vor juca într-un playoff.
Fazele eliminatorii sunt alcătuite din patru runde: playoff, sferturi de finală și un turneu Final4, care va cuprinde două semifinale și o finală. În sferturile de finală, celor 4 echipe calificate direct din faza grupelor li se vor alătura cele 4 câștigătoare ale meciurilor din playoff. Cele 8 echipe rezultate vor juca câte două în meciuri pe teren propriu și în deplasare, iar cele patru câștigătoare pe baza scorului general al acestor meciuri se vor califica în turneul Final4.
În turneul Final4, semifinalele și finala se vor juca în câte o singură manșă, într-o sală neutră.

## Număr de echipe
Clasamentul federațiilor a fost alcătuit pe baza performanțelor echipelor de club în ultimele trei sezoane.
- Federațiile de pe locurile 1–9 au avut dreptul de a-și înscrie echipa campioană în faza grupelor și de a solicita două wildcard-uri.
- Federația cel mai bine clasată în Liga Campionilor EHF Feminin și-a putut înscrie echipele campioană și vicecampioană, și a putut solicita un wildcard.
- Federațiile clasate sub locul 9 au avut dreptul de a solicita un wildcard pentru echipa campioană.

| Loc | Federație  | Punctaj | Echipe |
| --- | ---------- | ------- | ------ |
| 1   | Ungaria    | 210,33  | 3      |
| 2   | Norvegia   | 198,33  | 1      |
| 3   | Danemarca  | 154,67  | 3      |
| 4   | Franța     | 143,33  | 2      |
| 5   | România    | 113,00  | 2      |
| 6   | Russia     | 113,00  | 0      |
| 7   | Germania   | 99,33   | 2      |
| 8   | Slovenia   | 86,33   | 1      |
| 9   | Muntenegru | 46,67   | 1      |

| Loc | Federație                 | Punctaj | Echipe |
| --- | ------------------------- | ------- | ------ |
| 10  | Suedia                    | 29,00   | 0      |
| 11  | Turcia                    | 27,50   | 0      |
| 12  | Croația                   | 27,50   | 1      |
| 13  | Polonia                   | 26,00   | 0      |
| 14  | Cehia                     | 26,00   | 0      |
| 15  | Toate celelalte federații | 0,00    | 0      |

## Repartizarea echipelor
19 echipe din 9 țări s-au înscris pentru un loc în faza grupelor competiției, din care 9 echipe având un loc asigurat.
Locul fix rezervat Rusiei a rămas vacant, deoarece cluburilor din această țară nu li s-a mai permis să participe la competițiile organizate de EHF, în urma invadării  Ucrainei de către Rusia.
Lista finală a echipelor calificate a fost anunțată pe 24 iunie 2025. După falimentul echipei HB Ludwigsburg, locul acesteia a fost atribuit echipei Sola HK.
| Team Esbjerg (loc 2)         | Odense Håndbold (loc 1)            | Metz Handball (loc 1)      | Sola HK (loc 2) WC                 |
| Győri Audi ETO KC (loc 1)    | OTP Group Budućnost (Loc 1)        | Storhamar HE (loc 1)       | CSM București (loc 1)              |
| RK Krim Mercator (loc 1)     | RK Podravka Koprivnica (loc 1) WC  | Ikast Håndbold (loc 3) WC  | Brest Bretagne Handball (loc 2) WC |
| Borussia Dortmund (loc 2) WC | FTC-Rail Cargo Hungaria (loc 2) WC | DVSC Schaeffler (loc 4) WC | CS Gloria 2018 Bistrița (loc 3) WC |

- WC Wildcard-uri care au fost acceptate.

| Tertnes HE (loc 5) | CS Minaur Baia Mare (loc 4) |

CSM Corona Brașov, echipă clasată pe locul al doilea în sezonul 2024-2025 al Ligii Naționale, a decis să nu solicite wildcard, deși avea dreptul.

## Faza grupelor
Cele 16 echipe au fost extrase în două grupe de câte opt. Tragerea la sorți a avut loc pe 27 iunie 2025.
| Modul de departajare |
| --- |
| În faza grupelor, echipele vor fi departajate pe bază de punctaj (2 puncte pentru victorie, 1 punct pentru meci egal, 0 puncte pentru înfrângere). La terminarea fazei grupelor, dacă două sau mai multe echipe dintr-o grupă vor acumula același număr de puncte, atunci departajarea lor se va face conform capitolului 10, paragraful 10.2 din regulament, ținând cont de următoarele criterii și în următoarea ordine: 1. Cel mai mare număr de puncte obținute în meciurile directe; 2. Golaveraj superior în meciurile directe; 3. Cel mai mare număr de goluri înscrise în meciurile directe (sau în meciul din deplasare, în cazul sistemului tur-retur); 4. Golaveraj superior în toate meciurile din grupă; 5. Cel mai bun golaveraj pozitiv în toate meciurile din grupă; Regulamentul precizează că, dacă folosind criteriile de mai sus va fi determinat locul uneia din echipele cu punctaj egal, criteriile urmează să fie din nou folosite în aceeași ordine până va fi determinat locul tuturor echipelor. În situația în care echipele vor rămâne la egalitate și după folosirea criteriilor de mai sus, atunci Federația Europeană de Handbal urmează să ia o decizie de departajare prin tragere la sorți. În timpul fazei grupelor, doar criteriile 4–5 se vor aplica pentru a determina clasamentul provizoriu al echipelor. |

În sezonul 2025-2026 al Ligii Campionilor sunt prezente echipe din 9 federații naționale. Acesta este primul sezon după 2020-21 când în competiție s-au calificat două echipe din Germania. 
În urma extragerii din 27 iunie au rezultat cele două grupe de mai jos.

### Grupa A
| Loc | Echipa              | MJ | V | E | Î | GM | GP | DG | Pct | Calificare           |
| --- | ------------------- | -- | - | - | - | -- | -- | -- | --- | -------------------- |
| 1   | Storhamar HE        | 0  | 0 | 0 | 0 | 0  | 0  | 0  | 0   | Sferturile de finală |
| 2   | Metz Handball       | 0  | 0 | 0 | 0 | 0  | 0  | 0  | 0   | Sferturile de finală |
| 3   | Győri Audi ETO KC   | 0  | 0 | 0 | 0 | 0  | 0  | 0  | 0   | Playoff              |
| 4   | Borussia Dortmund   | 0  | 0 | 0 | 0 | 0  | 0  | 0  | 0   | Playoff              |
| 5   | Team Esbjerg        | 0  | 0 | 0 | 0 | 0  | 0  | 0  | 0   | Playoff              |
| 6   | CS Gloria Bistrița  | 0  | 0 | 0 | 0 | 0  | 0  | 0  | 0   | Playoff              |
| 7   | OTP Group Budućnost | 0  | 0 | 0 | 0 | 0  | 0  | 0  | 0   |                      |
| 8   | DVSC Schaeffler     | 0  | 0 | 0 | 0 | 0  | 0  | 0  | 0   |                      |

|               | STO | MTZ | GYŐ | DOR | ESB | BIS | BUD | DEB |
| ------------- | --- | --- | --- | --- | --- | --- | --- | --- |
| Storhamar HE  | –   | –   | –   | –   | –   | –   | –   | –   |
| Metz Handball | –   | –   | –   | –   | –   | –   | –   | –   |
| Győri ETO KC  | –   | –   | –   | –   | –   | –   | –   | –   |
| Borussia      | –   | –   | –   | –   | –   | –   | –   | –   |
| Team Esbjerg  | –   | –   | –   | –   | –   | –   | –   | –   |
| Gloria 2018   | –   | –   | –   | –   | –   | –   | –   | –   |
| Budućnost     | –   | –   | –   | –   | –   | –   | –   | –   |
| DVSC          | –   | –   | –   | –   | –   | –   | –   | –   |

### Grupa B
| Loc | Echipa                  | MJ | V | E | Î | GM | GP | DG | Pct | Calificare           |
| --- | ----------------------- | -- | - | - | - | -- | -- | -- | --- | -------------------- |
| 1   | HB Ludwigsburg          | 0  | 0 | 0 | 0 | 0  | 0  | 0  | 0   | Sferturile de finală |
| 2   | Odense Håndbold         | 0  | 0 | 0 | 0 | 0  | 0  | 0  | 0   | Sferturile de finală |
| 3   | CSM București           | 0  | 0 | 0 | 0 | 0  | 0  | 0  | 0   | Playoff              |
| 4   | Brest Bretagne Handball | 0  | 0 | 0 | 0 | 0  | 0  | 0  | 0   | Playoff              |
| 5   | FTC-Rail Cargo Hungaria | 0  | 0 | 0 | 0 | 0  | 0  | 0  | 0   | Playoff              |
| 6   | RK Podravka Koprivnica  | 0  | 0 | 0 | 0 | 0  | 0  | 0  | 0   | Playoff              |
| 7   | RK Krim Mercator        | 0  | 0 | 0 | 0 | 0  | 0  | 0  | 0   |                      |
| 8   | Ikast Håndbold          | 0  | 0 | 0 | 0 | 0  | 0  | 0  | 0   |                      |

|               | LUD | ODE | BUC | BRE | FTC | KOP | KRI | IKA |
| ------------- | --- | --- | --- | --- | --- | --- | --- | --- |
| Ludwigsburg   | –   | –   | –   | –   | –   | –   | –   | –   |
| Odense HB     | –   | –   | –   | –   | –   | –   | –   | –   |
| CSM București | –   | –   | –   | –   | –   | –   | –   | –   |
| Brest HB      | –   | –   | –   | –   | –   | –   | –   | –   |
| Ferencváros   | –   | –   | –   | –   | –   | –   | –   | –   |
| RK Podravka   | –   | –   | –   | –   | –   | –   | –   | –   |
| RK Krim       | –   | –   | –   | –   | –   | –   | –   | –   |
| Ikast HB      | –   | –   | –   | –   | –   | –   | –   | –   |

## Fazele eliminatorii

### Playoff
| Echipa 1 | Scor gen. | Echipa 2 | Tur       | Retur     |
| -------- | --------- | -------- | --------- | --------- |
| B6       | M1        | A3       | 21–22 mar | 28–29 mar |
| A6       | M2        | B3       | 21–22 mar | 28–29 mar |
| B5       | M3        | A4       | 21–22 mar | 28–29 mar |
| A5       | M4        | B4       | 21–22 mar | 28–29 mar |

### Sferturile de finală
| Echipa 1 | Scor gen. | Echipa 2 | Tur       | Retur     |
| -------- | --------- | -------- | --------- | --------- |
| M4       | –         | A1       | 18–19 apr | 25–26 apr |
| M3       | –         | B1       | 18–19 apr | 25–26 apr |
| M2       | –         | A2       | 18–19 apr | 25–26 apr |
| M1       | –         | B2       | 18–19 apr | 25–26 apr |

### Final four
Câștigătoarele sferturilor de finală se vor califica în turneul Final four. Acesta va fi găzduit de sala MVM Dome din Budapesta, Ungaria, pe 6 și 7 iunie 2026.

### Echipele calificate
- 0
- 0
- 0
- 0

|  | Semifinalele Sala MVM Dome, Budapesta | Semifinalele Sala MVM Dome, Budapesta |  |  | Finala Sala MVM Dome, Budapesta | Finala Sala MVM Dome, Budapesta |
|  |                                       |                                       |  |  |                                 |                                 |
|  | 6 iune 2026                           |                                       |  |  |                                 |                                 |
|  |                                       |                                       |  |  |                                 |                                 |
|  |                                       |                                       |  |  |                                 |                                 |
|  | 7 iunie 2026                          |                                       |  |  |                                 |                                 |
|  |                                       |                                       |  |  |                                 |                                 |
|  |                                       |                                       |  |  |                                 |                                 |
|  | 6 iune 2026                           |                                       |  |  |                                 |                                 |
|  |                                       |                                       |  |  |                                 |                                 |
|  |                                       |                                       |  |  |                                 |                                 |
|  |                                       |                                       |  |  |                                 |                                 |
|  |                                       |                                       |  |  |                                 |                                 |
|  | Finala mică                           |                                       |  |  |                                 |                                 |
|  |                                       |                                       |  |  |                                 |                                 |
|  | 7 iunie 2026                          |                                       |  |  |                                 |                                 |
|  |                                       |                                       |  |  |                                 |                                 |
|  |                                       |                                       |  |  |                                 |                                 |
|  |                                       |                                       |  |  |                                 |                                 |
|  |                                       |                                       |  |  |                                 |                                 |